# Lew Gałkin
Lew Fiodorowicz Gałkin (ros. Лев Фёдорович Галкин, ur. 1908 we wsi Gari w guberni moskiewskiej, zm. 21 grudnia 1961 w Chabarowsku) – funkcjonariusz radzieckich organów bezpieczeństwa, generał major, ludowy komisarz/minister bezpieczeństwa państwowego Turkmeńskiej SRR (1945-1950).

## Życiorys
Rosjanin, 1925 skończył szkołę 2 stopnia w mieście Korczew w guberni twerskiej, później pracował w fabrykach. Od kwietnia 1927 członek WKP(b), 1932 skończył 2 kursy wydziału wieczorowego Moskiewskiego Instytutu Chemiczno-Technologicznego, pracował w moskiewskim instytucie naukowo-badawczym, potem był laborantem w fabryce chemicznej. Od marca 1932 do marca 1933 słuchacz Centralnej Szkoły OGPU ZSRR, od marca 1933 do marca 1937 kolejno pomocnik pełnomocnika IV i III Oddziału i pełnomocnika operacyjnego Oddziału V Zarządu Ekonomicznego OGPU przy Radzie Komisarzy Ludowych ZSRR/Wydziału Ekonomicznego Głównego Zarządu Bezpieczeństwa Państwowego, od 11 grudnia 1935 młodszy porucznik bezpieczeństwa państwowego. Od marca 1937 do grudnia 1938 pełnomocnik operacyjny Oddziału XIV Wydziału III Głównego Zarządu Bezpieczeństwa Państwowego, od 8 kwietnia 1938 porucznik bezpieczeństwa państwowego, od grudnia 1938 do lutego 1941 zastępca szefa Zarządu NKWD obwodu wołogodzkiego, od 17 stycznia 1939 starszy porucznik, a od 9 maja 1940 kapitan bezpieczeństwa państwowego. Od 26 lutego 1941 do 7 maja 1943 szef Zarządu NKWD obwodu wołogodzkiego, 6 września 1941 awansowany na majora bezpieczeństwa państwowego, od 7 maja 1943 do 10 lutego 1945 szef Zarządu NKGB obwodu wołogodzkiego, 14 lutego 1943 awansowany na pułkownika, od lutego 1945 do sierpnia 1950 ludowy komisarz/minister bezpieczeństwa państwowego Turkmeńskiej SRR. Od 16 sierpnia 1950 do 10 marca 1952 szef Zarządu MGB obwodu kurskiego, od 10 marca 1952 do 16 marca 1953 szef Zarządu MGB Kraju Chabarowskiego, od 16 marca 1953 do 27 marca 1954 szef Zarządu MWD Kraju Chabarowskiego, od 27 marca 1954 do śmierci szef Zarządu KGB Kraju Chabarowskiego, 14 stycznia 1956 mianowany generałem majorem. Deputowany do Rady Najwyższej ZSRR 3 kadencji.

## Odznaczenia
- Order Lenina (28 stycznia 1950)
- Order Czerwonego Sztandaru (5 listopada 1954)
- Order Czerwonego Sztandaru Pracy (17 kwietnia 1947)
- Order Wojny Ojczyźnianej I klasy (21 kwietnia 1945)
- Order Czerwonej Gwiazdy (dwukrotnie - 20 września 1943 i 21 maja 1947)
- Odznaka "Honorowy Funkcjonariusz Czeki/GPU (XV)" (9 maja 1938)
- Odznaka "Zasłużony Funkcjonariusz Bezpieczeństwa" (23 grudnia 1957)

I 7 medali.